# 比伊苏芒日耶讷
比伊苏芒日耶讷（法語：Billy-sous-Mangiennes，法語發音：[biji su mɑ̃ʒjɛn]，意为“芒日耶讷下方的比伊”）是法国默兹省的一个市镇，属于凡尔登区。

## 地理
比伊苏芒日耶讷（49°19'58"N, 5°34'32"E）面积24.66 平方千米，位于法国大東部大區默兹省，该省份为法国西北部内陆省份，北与比利时接壤，西接马恩省和阿登省，南至上马恩省和孚日省，东临默尔特-摩泽尔省。
与比伊苏芒日耶讷接壤的市镇（或旧市镇、城区）包括：阿扎讷和苏马扎讷、迪泽、格勒米伊、卢瓦松、芒日耶讷、米泽赖、皮永。

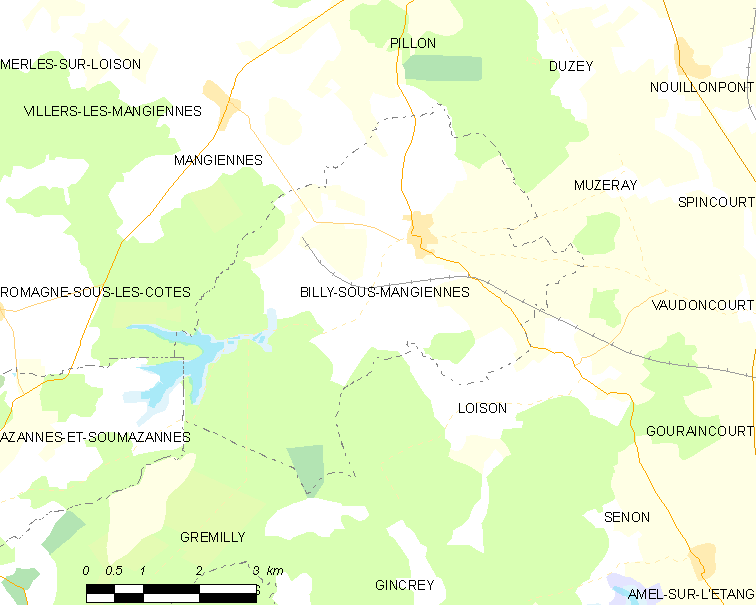
比伊苏芒日耶讷的OSM定位图

比伊苏芒日耶讷的时区为UTC+01:00、UTC+02:00（夏令时）。

## 行政
比伊苏芒日耶讷的邮政编码为55230，INSEE市镇编码为55053。

## 政治
比伊苏芒日耶讷所属的省级选区为布利尼县。

## 人口

1962-2008年间比伊苏芒日耶讷人口变化图示

比伊苏芒日耶讷于2022年1月1日时的人口数量为358人。